# Rhepoxynius stenodes
Rhepoxynius stenodes är en kräftdjursart som först beskrevs av J. L. Barnard 1960.  Rhepoxynius stenodes ingår i släktet Rhepoxynius och familjen Phoxocephalidae. Inga underarter finns listade i Catalogue of Life.